# Санкт-Лоренц
Санкт-Лоренц (нем. Sankt Lorenz) — коммуна (нем. Gemeinde) в Австрии, в федеральной земле Верхняя Австрия. 
Входит в состав округа Фёклабрук.  Население составляет 2117 человек (на 31 декабря 2005 года). Занимает площадь 23 км². Официальный код  —  41735.

## Политическая ситуация
Бургомистр коммуны — Райнхольд Хумер (АНП) по результатам выборов 2003 года.
Совет представителей коммуны (нем. Gemeinderat) состоит из 25 мест.
- АНП занимает 18 мест.
- СДПА занимает 6 мест.
- АПС занимает 1 место.